# Andrea Weidlich
Andrea Weidlich (* in Wien) ist eine österreichische Autorin und Podcasterin.

## Leben
Weidlich studierte Wirtschaftswissenschaften und arbeitete im Management eines internationalen Konzerns, bevor sie sich selbständig machte. Mit ihrer Cousine Anna Maria Rubas betreibt sie seit 2018 den Podcast gusch, baby. Weidlichs Sachbücher Der geile Scheiß vom Glücklichsein (2019) und Wie du Menschen loswirst, die dir nicht guttun, ohne sie umzubringen (2021) erreichten Platzierungen in der Spiegel-Bestsellerliste. Sie lebt in Wien.

## Veröffentlichungen

### Bücher
- Der geile Scheiß vom Glücklichsein, mvg Verlag München 2019. ISBN 9783747400531.
- Der geile Scheiß vom Glücklichsein – Mein Buch. Mein Leben, mvg Verlag München 2020. ISBN 978-3-7474-0191-0.
- Liebesgedöns, mvg Verlag München, mvg Verlag München 2020. ISBN 9783747402269.
- Wie du Menschen loswirst, die dir nicht guttun, ohne sie umzubringen, mvg Verlag München 2021. ISBN 9783747403440.
- Wo ein Fuck it, da ein Weg: Wie plötzlich alles möglich wird, wenn du aufhörst, es allen recht zu machen, mvg Verlag München 2022. ISBN 978-3747404904.

### Weitere Publikationen
- Der geile Scheiß vom Glücklichsein: Dein Adventskalender für mehr Glücksgefühle in der stressigen Weihnachtszeit. mvg Verlag München 2020. ISBN 978-3-7474-0238-2.
- Der geile Scheiß vom Glücklichsein – 55 Glückskarten, mvg Verlag München 2020, ISBN 978-3747401866.